# ورزشکاه چله آرنا
ورزشکاه چله آرنا (به لاتین: Chele Arena) یک ورزشکاه فوتبال در گرجستان است که در کبولتی واقع شده‌است.